# Артемисион (Эвбея)
Артеми́сион (греч. Αρτεμίσιον) — село в Греции, к юго-западу от одноимённого мыса на северо-востоке острове Эвбея, у которого произошло первое морское сражение греков с персами (битва при Артемисии) в 480 году до н. э. Административно относится к общине Истиея-Эдипсос в периферийной единице Эвбея в периферии Центральная Греция. Расположено на высоте 11 м над уровнем моря. Население 392 человека по переписи 2011 года.

## История
Мыс Артемисион (Артемисий, др.-греч. Ἀρτεμίσιον, лат. Artemisium) расположен к северо-востоку от села, напротив островов Пондиконисион и Прасонисион. На мысе находилось святилище Артемиды — Артемисион (Артемисий). В 480 году до н. э. здесь произошло морское сражение греков и персов во время похода Ксеркса.
Здесь обнаружена статуя Посейдона (ок. 470 года до н. э.) — один из великих памятников древнегреческого искусства.
До 1926 года (ΦΕΚ 88Β) село называлось Курмбачи (Κουρμπάτσι) от тур. kırbaç (кырбач) — плётка, хлыст. Затем переименовано в Артемисион по древнему названию мыса.

## Сообщество
Сообщество Курмбачи (Κοινότητα Κουρμπατσίου) создано в 1912 году (ΦΕΚ 245Α), в 1926 году переименовано в Артемисион (Κοινότητα Αρτεμισίου) по древнему названию мыса. В сообщество входит село Пефкион. Население 849 человек по переписи 2011 года. Площадь 6,736 км².
| Населённый пункт | Население (2011), человек |
| ---------------- | ------------------------- |
| Артемисион       | 392                       |
| Пефкион          | 457                       |

## Население
| Год  | Население, человек |
| ---- | ------------------ |
| 1991 | 395                |
| 2001 | 359                |
| 2011 | ↗ 392              |